# 丁永慶
丁永慶（1956年6月7日—），現任華岡藝術學校校長，自西元1998年起任職超過26年。
2017年5月14日遭網路媒體《千禧年雜誌》爆料，淡江大學公共行政學系學生、華岡藝術學校學生會籌備委員會前主席周子愉指稱，丁永慶違法兼任華岡藝術學校總務主任至少長達3年，遭中華民國教育部與臺北市政府教育局發函確認，確認違反《私立學校法》。